# إنتروبيا الخلط
في الديناميكا الحرارية، إنتروبيا الخلط أو إنتروبيا المزج هي الزيادة في الإنتروبيا الكلية عندما يتم خلط عدة أنظمة منفصلة في البداية ذات تركيب مختلف، كل منها في حالة ترموديناميكية من التوازن الداخلي، دون تفاعل كيميائي من خلال العملية الترموديناميكية لإزالة الحاجز غير القابل للنفاذ بينها، متبوعًا بوقت لإنشاء حالة ترموديناميكية جديدة من التوازن الداخلي في النظام المغلق الجديد غير المقسم.
بشكل عام، يمكن تقييد الخلط ليحدث في ظل ظروف محددة مختلفة. في الظروف المحددة عادةً، تكون كل المواد في البداية عند درجة حرارة وضغط مشتركين، وقد يغير النظام الجديد حجمه، مع الحفاظ على نفس درجة الحرارة والضغط والكتلة الكيميائية للمكونات الثابتة. يتم زيادة الحجم المتاح لكل مادة لاستكشافها، من حجم حجرتها المنفصلة في البداية، إلى الحجم النهائي المشترك الإجمالي. لا يلزم أن يكون الحجم النهائي مجموع الأحجام المنفصلة في البداية، بحيث يمكن القيام بالعمل على أو بواسطة النظام المغلق الجديد أثناء عملية الخلط، وكذلك نقل الحرارة إلى أو من المناطق المحيطة، بسبب الحفاظ على الضغط ودرجة الحرارة الثابتين.
الطاقة الداخلية للنظام المغلق الجديد تساوي مجموع الطاقات الداخلية للأنظمة المنفصلة في البداية. يجب تحديد القيم المرجعية للطاقات الداخلية بطريقة مقيدة لجعل هذا الأمر كذلك، مع الحفاظ أيضًا على أن الطاقات الداخلية تتناسب على التوالي مع كتل الأنظمة.
في هذه المقالة يُستخدم مصطلح "المادة المثالية" للإشارة إما إلى غاز مثالي (خليط) أو محلول مثالي.
في الحالة الخاصة لخلط المواد المثالية، يكون الحجم المشترك النهائي في الواقع مجموع أحجام المقصورات المنفصلة الأولية. لا يوجد نقل للحرارة ولا يتم القيام بأي عمل. يتم حساب إنتروبيا الخلط بالكامل من خلال التمدد الانتشاري لكل مادة إلى حجم نهائي لا يمكن الوصول إليه في البداية.
في الحالة العامة لخلط المواد غير المثالية، قد يختلف الحجم المشترك النهائي الإجمالي عن مجموع الأحجام الأولية المنفصلة، وقد يحدث نقل للعمل أو الحرارة، من أو إلى المناطق المحيطة؛ كما قد يكون هناك انحراف في إنتروبيا الخلط عن إنتروبيا الحالة المثالية المقابلة. هذا الانحراف هو السبب الرئيسي للاهتمام بإنتروبيا الخلط. توفر متغيرات الطاقة والإنتروبيا هذه واعتمادها على درجة الحرارة معلومات قيمة حول خصائص المواد.
على المستوى الجزيئي، تعد إنتروبيا الخلط ذات أهمية لأنها متغير عياني يوفر معلومات حول الخصائص الجزيئية التكوينية. في المواد المثالية، تكون القوى بين الجزيئات هي نفسها بين كل زوج من الأنواع الجزيئية، بحيث لا يشعر الجزيء بأي فرق بين الجزيئات الأخرى من نوعه وتلك من النوع الآخر. في المواد غير المثالية، قد تكون هناك اختلافات في القوى بين الجزيئات أو تأثيرات جزيئية محددة بين الأنواع المختلفة، على الرغم من أنها غير متفاعلة كيميائيًا. توفر إنتروبيا الخلط معلومات حول الاختلافات التكوينية للقوى بين الجزيئات أو التأثيرات الجزيئية المحددة في المواد.
يتم استخدام المفهوم الإحصائي للعشوائية للتفسير الميكانيكي الإحصائي لإنتروبيا الخلط. يُنظر إلى خلط المواد المثالية على أنه عشوائي على المستوى الجزيئي، وبالتالي، قد يكون خلط المواد غير المثالية غير عشوائي.